# Kamarinskaja

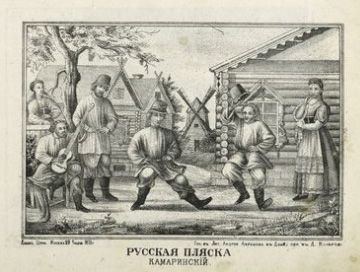
Kamarinskaja

Kamarinskaja – bardzo szybki, rosyjski taniec ludowy  w takcie 2/4, o charakterze improwizacyjnym.